# Theonina
Genre
Theonina est un genre d'araignées aranéomorphes de la famille des Linyphiidae.

## Distribution
Les espèces de ce genre se rencontrent en zone paléarctique.

## Liste des espèces
Selon World Spider Catalog (version 21.5, 05/10/2020) :
- Theonina canaan Tanasevitch, 2020
- Theonina cornix (Simon, 1881)
- Theonina kratochvili Miller & Weiss, 1979
- Theonina laguncula (Denis, 1937)
- Theonina linyphioides (Denis, 1937)

## Publication originale
- Simon, 1929 : Les arachnides de France. Synopsis générale et catalogue des espèces françaises de l'ordre des Araneae; 3e partie. Paris, vol. 6, p. 533-772.